# Magnesiocromita
La magnesiocromita es un mineral óxido de magnesio y cromo de composición MgCr2O4.
Fue denominado así por Antoine François Alfred Lacroix en 1910 en alusión a su composición —por su contenido de magnesio— y a su relación con la cromita. Con anterioridad, este mineral fue llamado magnocromita por G. M. von Bock en 1868.

## Propiedades
La magnesiocromita es un mineral opaco de color negro o rojo oscuro y brillo metálico.
Con luz reflejada adquiere una coloración grisácea.
Es frágil y muestra fractura irregular, tiene una dureza de 5,5 en la escala de Mohs y una densidad entre 4,1 y 4,3 g/cm³.
Cristaliza en el sistema isométrico, clase hexcaoctaedral.
El contenido de cromo de la magnesiocromita puede llegar a alcanzar el 55% y el de magnesio el 13%. Como impurezas principales están el hierro y el aluminio.
Es miembro del grupo de la espinela, formando series completas con otros miembros del grupo como cromita y la propia espinela.
Además, la magnesiocromita es el análogo de magnesio de zincocromita, cocromita, manganocromita y cromita.

## Morfología y formación
Ocasionalmente la magnesiocromita puede presentarse como cristales octaédricos, pobremente formados, de hasta 1,5 cm de tamaño. Habitualmente adopta hábito granular o masivo.
Es un mineral accesorio en rocas ultramáficas, como dunitas, serpentinitas, kimberlitas, lamproítas y komatitas. Menos frecuentemente aparece como xenocristales en lamprófidos y basaltos del fondo oceánico. Suele estar asociado con olivino, augita, magnetita, plagioclasa y pigeonita.

## Yacimientos
La magnesiocromita es un mineral muy extendido, siendo la localidad tipo Aue-Schwarzenberg, en los montes Metálicos (Sajonia, Alemania). En este mismo país hay magnesiocromita en Iserlohn (Renania del Norte-Westfalia) y Oberwolfach (Baden-Württemberg). La República Checa cuenta con depósitos en Křemže (región de Bohemia Meridional) y Hrubčice (región de Olomouc); otros emplazamientos están en Dobšiná y Sedlice (Eslovaquia).
En Venezuela se ha encontrado este mineral en el río Quebrada Grande (Guaniamo, Bolívar).
Estados Unidos cuenta con numerosos depósitos, entre ellos las minas Mistake, Jeanne, Lacey y Clara H (condado de Fresno, California).  
También la India alberga magnesiocromita en las minas Panna (Madhya Pradesh).
Otro yacimiento significativo es el de Kempirsai, en los montes Urales (Kazajistán); es un depósito gigante de cromita podiforme cuyas reservas de Cr2O3 exceden las 300 Mt.